# Unakan Ananta Norajaya
Unakan Ananta Norajaya (tiếng Thái: พระเจ้าบรมวงศ์เธอ พระองค์เจ้าอุณากรรณอนันตนรไชย RTGS: Phrachao Boromwong Thoe Phra Ong Chao Unakan Ananta Norachai, ngày 20 tháng 2 năm 1856 - ngày 29 tháng 3 năm 1873) là con của vua Mongkut (Rama IV) và đồng Piam Sucharitakul
Ông có cùng cha mẹ với ba hoàng hậu của vua Chulalongkorn, Nữ hoàng Sunandha Kumariratana, Nữ hoàng Savang Vadhana và Nữ hoàng Saovabha Bongsri. Unakan Ananta Norajaya là con thứ 29 của vua Mongkut.
Hoàng tử Unakan Ananta Norajaya qua đời vào ngày 29 tháng 3 năm 1873 ở tuổi 17.